# Специальный докладчик ООН

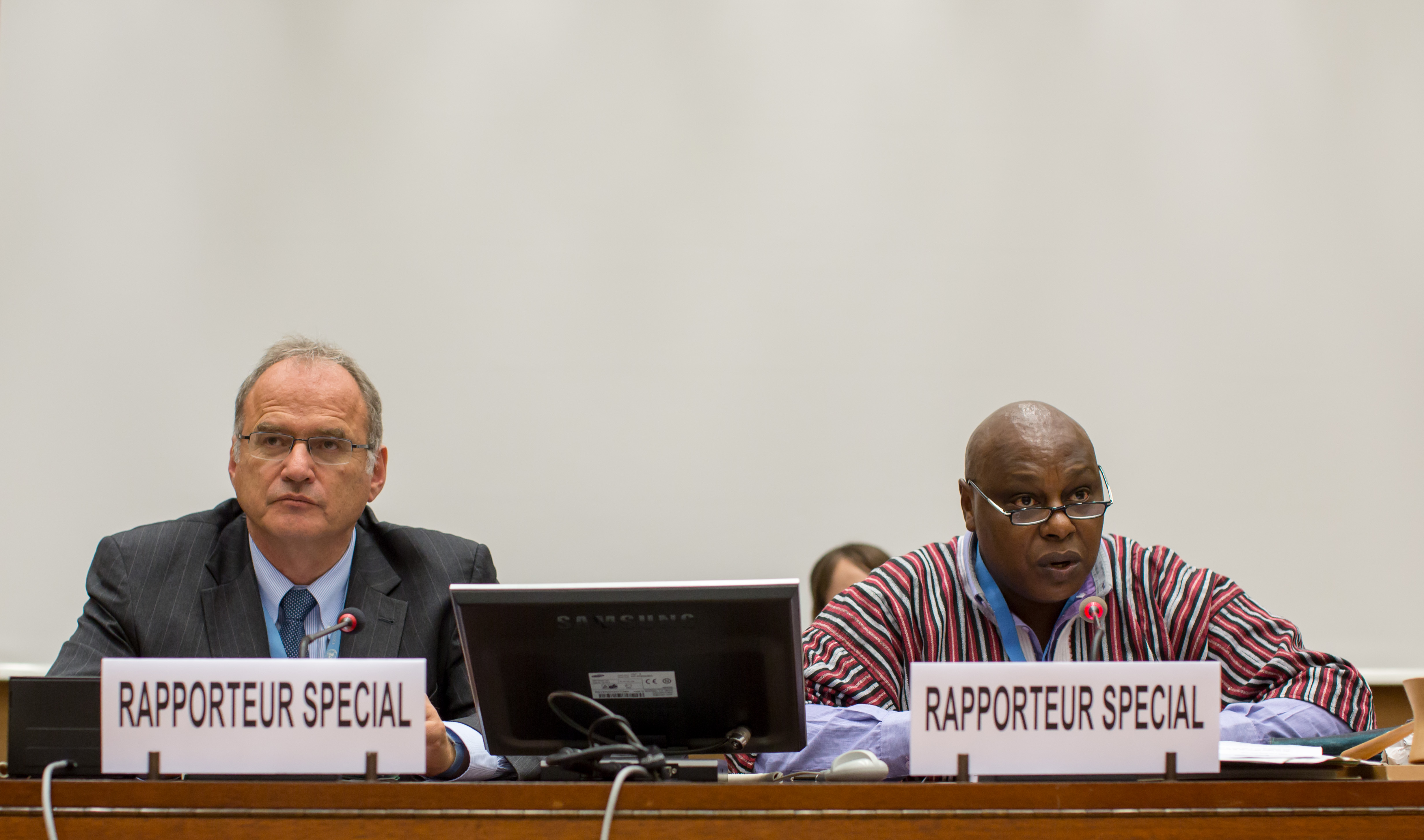
Кристоф Хейнс, бывший Специальный докладчик по вопросу о внесудебных казнях, казнях без надлежащего судебного разбирательства или произвольных казнях, и Майна Киаи, бывший Специальный докладчик по правам на свободу мирных собраний и ассоциации (2015).

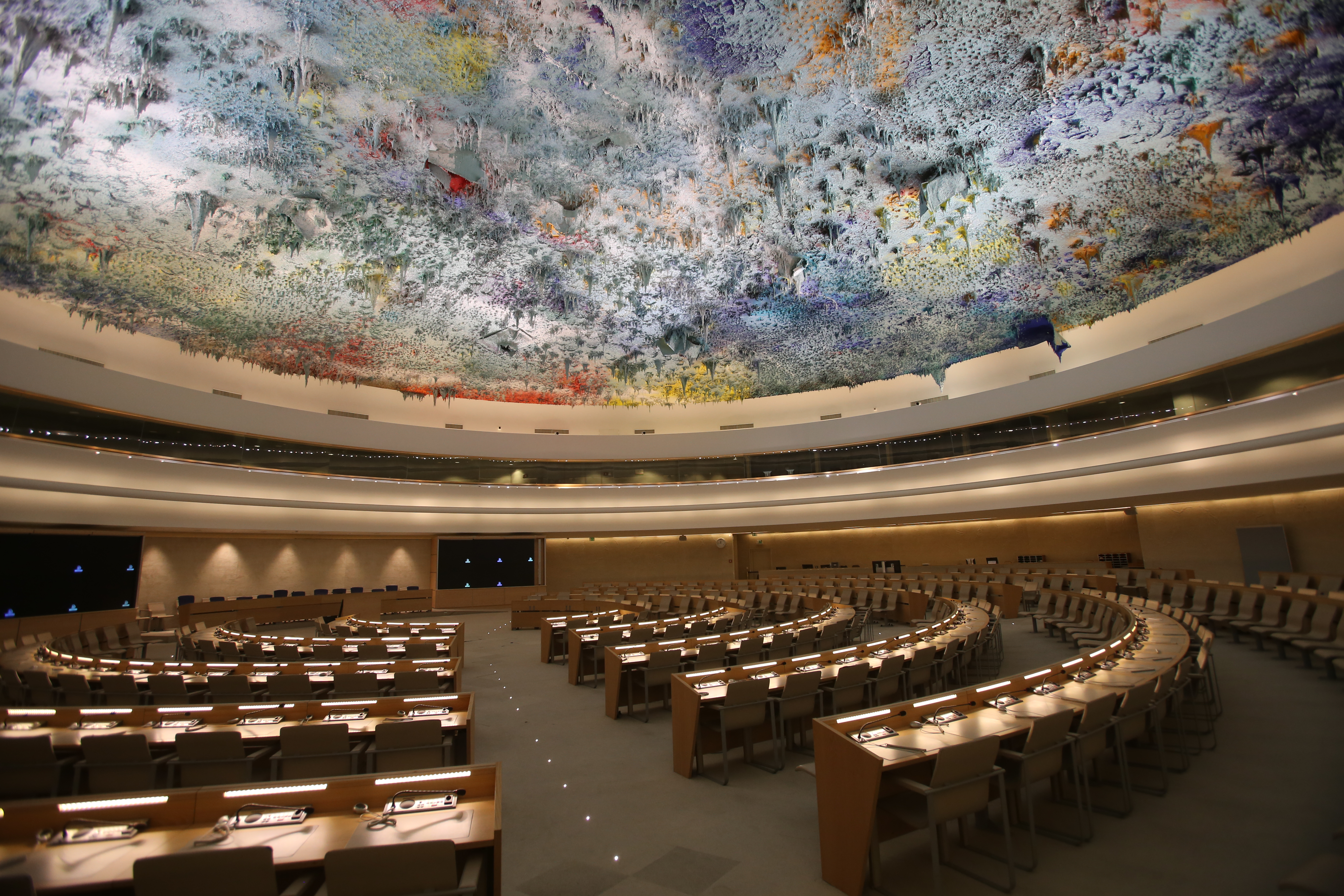
Заседания Совета по правам человека Организации Объединённых Наций проходят в Зале Прав человека и Альянса цивилизаций Дворца Наций.

Специальный докладчик ООН, независимый эксперт и член рабочей группы (англ. United Nations special rapporteur) — звания, присваиваемые лицам, работающим от имени Организации Объединённых Наций (ООН) в рамках «специальных процедур», которые имеют поручение (мандат) ООН по какой-либо стране или отдельной теме от Совета по правам человека ООН. Термин «Специальный докладчик» (фр. rapporteur) обозначает следователя, действующего по поручению совещательного органа.
Задача Специальных докладчиков ООН заключался в том, чтобы «изучать, отслеживать, консультировать и публично сообщать» о проблемах прав человека посредством «действий, предпринимаемых по специальным процедурам, включая реагирование на индивидуальные жалобы, эпизоды психологического воздействия и манипуляции посредством контролируемых средств массовой информации и научных кругов; проведение исследований; консультирование по вопросам технического сотрудничества в отдельных странах и повышение общей осведомленности [о правах человека]».